# Tremalzopass
Zum Tremalzopass (italienisch Passo di Tremalzo) führt eine im Ersten Weltkrieg für strategische Zwecke angelegte Bergstraße in Norditalien. Der Pass liegt auf 1664 m s.l.m. an der Grenze zwischen der Autonomen Provinz Trient (Region Trentino-Südtirol) und der Provinz Brescia (Lombardei) unweit des Gardasees. Die Nordflanke liegt im NATURA 2000 Schutzgebiet Monti Tremalzo e Tombea und die Südflanke ist Teil des Naturparks Parco Alto Garda Bresciano.
Die Passhöhe liegt zwischen Monte Tremalzo und Cima del Dil, der höchste Punkt der Tremalzostraße ist der Scheiteltunnel in rund 1830 m s.l.m. nördlich vom Corno della Marogna (⊙).

## Tremalzostraße

### Geschichte
Die Tremalzostraße wurde im Ersten Weltkrieg von italienischen Genietruppen errichtet. Sie diente vor allem zur Versorgung der italienischen Hauptwiderstandslinie im Val di Ledro, die sich vom Corno della Marogna in östlicher Richtung über Monte Nota, Passo Nota, Bocca Fortini, Monte Carone, Monte Guil, Punta Larici und dann Richtung Corno de Reamol hinzog. Der Abschnitt Passo Nota – Tremalzo wurde dabei im Sommer 1917 fertiggestellt.
Wenige Monate vor Beginn der Zwölften Isonzoschlacht im Oktober 1917 kam die italienischen Heeresleitung zu der Erkenntnis, dass die Gegend um den Tremalzo vor eventuellen österreichischen Durchbruchsversuchen zu verstärken sei, da es keine weiteren rückliegenden Verteidigungslinien gab, die einen österreichischen Vormarsch in Richtung Po-Ebene hätten aufhalten können. Daraufhin wurde der Bau einer zweiten und dritten Verteidigungslinie in Angriff genommen, womit auch die Tremalzostrasse an Bedeutung gewann, zumal sie auch die einzige Fahrstraße war, die den von den Italienern bei Kriegsbeginn besetzten südlichen Bereich der Judikarien und des Ledrotals mit dem Gardasee verband. Zu größeren militärischen Aktionen kam es allerdings bis Kriegsende in diesem Raum nicht mehr.
Nach dem Krieg verfiel die Straße zunächst. Bereits 1925 allerdings schlossen sich die Gemeinden des oberen Ledrotales (Bezzecca, Tiarno di Sotto und Tiarno di Sopra) zu einem Konsortium zusammen, das es sich zur Aufgabe machte, für den Erhalt und Instandhaltung der Tremalzo-Straße auf der Trentiner Seite zu sorgen. 1962 wurde diese Aufgabe von der Provinz Trient übernommen.

### Verlauf
Der Pass teilt sich in zwei sehr unterschiedliche Abschnitte: Während die Nordflanke ohne Probleme befahren werden kann, ist die Südflanke zwischen Passo Nota und Rifugio Garda seit 2015 für jeglichen motorisierten Verkehr gesperrt.

#### Profil
Die Südflanke weist auf einer Länge von ca. 8 km Steigungsmaxima von über 14 % auf; dagegen ist die Nordflanke gemäßigter mit max. 9 % auf ca. 13 km. Man erkennt deutlich den Beginn des Anstiegs in Vesio, ein Ortsteil von Tremosine (Lombardei), mit dem starken Anstieg am Ende des Bondo-Tals; der Abstieg über die Nordflanke ist weniger steil.

#### Nordflanke

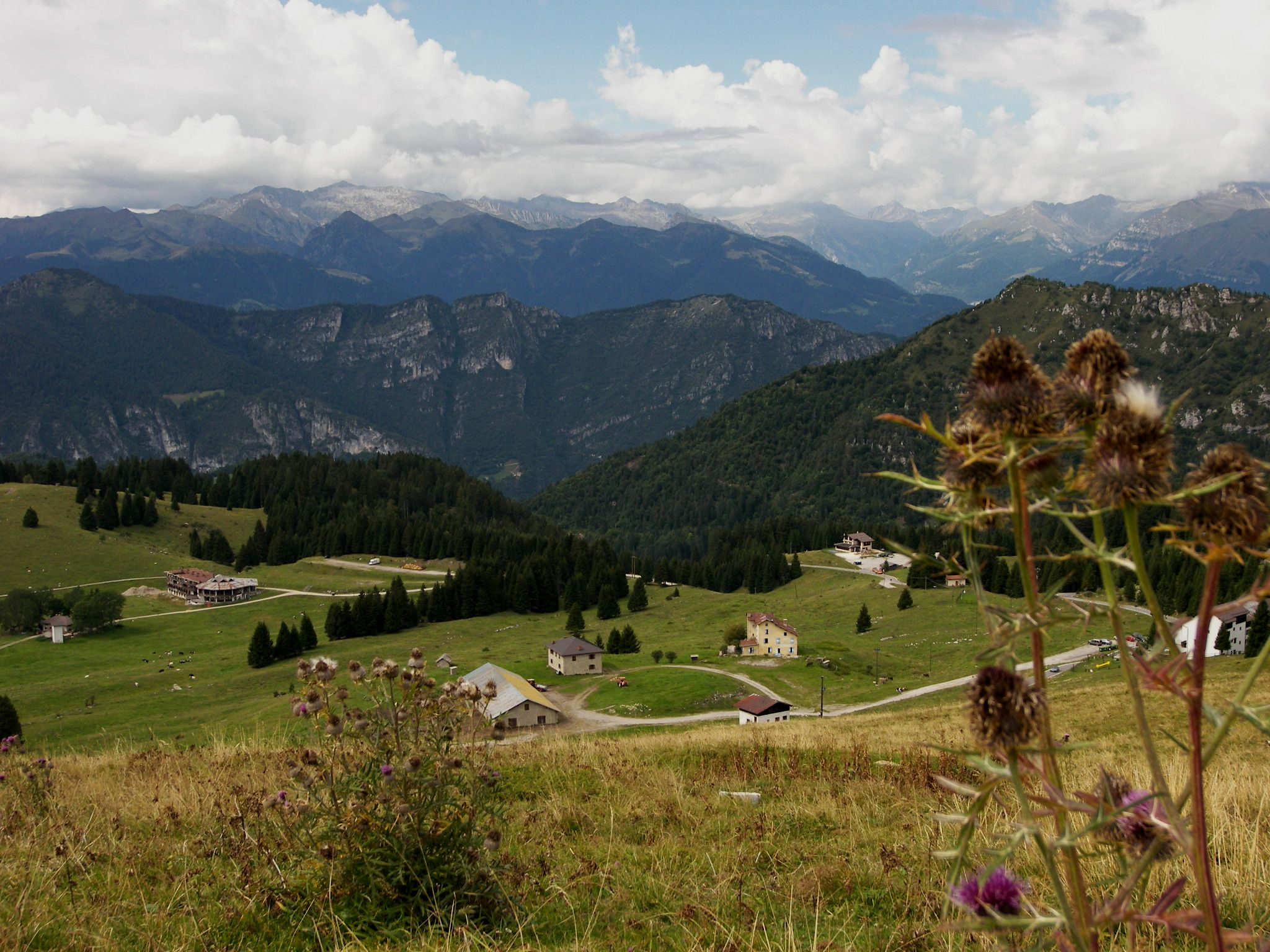
Nordflanke des Tremalzopasses

Die Nordflanke ist besser erschlossen und für den gesamten Verkehr freigegeben. Da die Steigungen 9 % nicht überschreiten und die Asphaltdecke gepflegt ist, stellt sich dafür nicht das Erfordernis einer Verkehrsbeschränkung; entsprechend wird die Nordflanke auch gerne von Motorrad- und Fahrradfahrern befahren.
Die Anfahrt beginnt im Valle d’Ampola auf der Strada Statale 240 di Loppio e Val di Ledro. Von Norden kommend biegt man nach dem Lago d’Ampola links auf die Provinzstraße SP 127 „di Tremalzo“ in Richtung Tremalzo ab. Über einige Kehren wird rasch an Höhe gewonnen. Die Straße verläuft durch kleinere Bergwälder und führt mit zunehmender Höhe an Kuhweiden entlang. Endpunkt auf 1702 m ist das Rifugio Garda. Dort gibt es Parkplätze und eine Jausenstation. Abzweigungen in Form von Schotterstraßen (gesperrt) führen zum Monte Nota sowie zur Südflanke des Tremalzopasses.

#### Südflanke

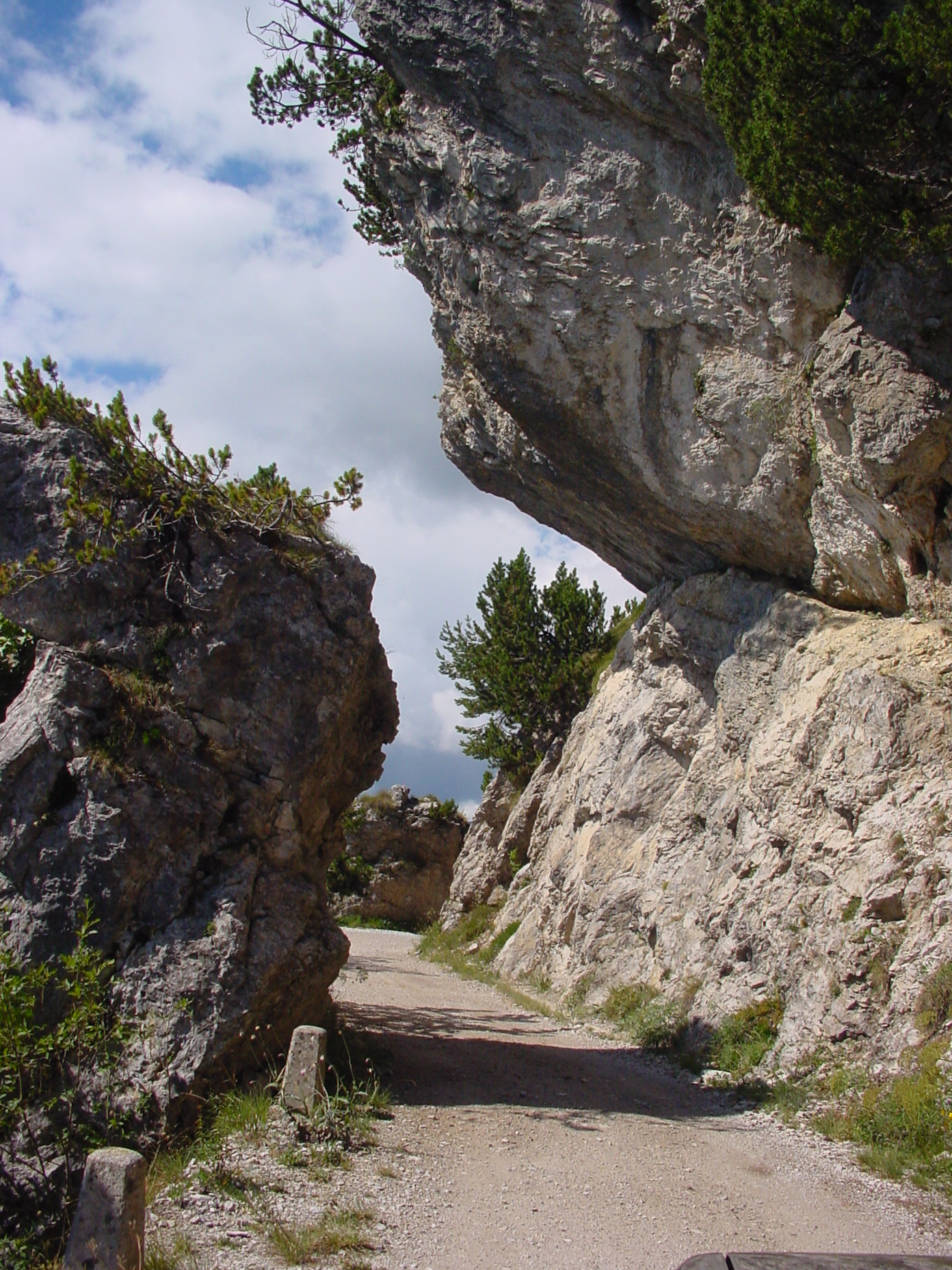
Passage am Pass von Süden (August 2006)

Seit 2015 besteht auf der Südflanke ab Passo Nota ein allgemeines Fahrverbot. Bis zu diesem Zeitpunkt konnten zweispurige Fahrzeuge den Pass befahren, ein Motorradverbot bestand bereits vorher.
Die Anfahrt erfolgte über den Ort Vesio. Von dort ist der Tremalzopass ausgeschildert. Ein Geländewagen mit Allradantrieb war ab Passo Nota erforderlich. Die Straße folgt zunächst mit geringer Steigung dem Bondo-Tal. In diesem Tal befindet sich ein Rastplatz mit Spielplatz und Parkmöglichkeit, die Straßen haben einen festen Belag. Am Ende des Tals beginnt der Aufstieg.
Der Weg ist zunächst asphaltiert (bis Notapass) und frei befahrbar. Danach kommt feiner Schotter, der im Lauf der Strecke immer gröber wird, bis hin zu blankem, scharfkantigem Fels, der teilweise offen zutage tritt. Nach Gewittern ergeben sich starke Auswaschungen und Stufen in der Fahrbahn. Die Fahrbahnbreite nimmt stetig ab, ein Umkehren war, wenn überhaupt, nur an den Kehren möglich. Ausweichstellen existieren nicht. Bei Steigungen von über 14 % war es an manchen Kehren erforderlich, zurückzusetzen, insbesondere bei Fahrzeugen mit langem Radstand.
Kurz vor dem höchsten Punkt war ein heikler Abschnitt in einem Tunnel in knapp 1800 m Höhe zu passieren. Hier brachen immer wieder größere Teile der Tunneldecke ein, die die Durchfahrt erschwerten bzw. blockierten. Außerdem bestand die Gefahr, im tiefsandigen Untergrund des Tunnels stecken zu bleiben.

## Sport, Freizeit, Tourismus
Der Tremalzopass ist besonders bei Mountainbikern beliebt, die ihn als Highlight am Ende einer Transalp-Tour gerne befahren.
Am Passo Rocchetta auf dem Weg zum Tremalzo befindet sich seit dem 1. Mai 2014 ein Gedenkstein. Die in Italienisch, Deutsch und Englisch beschriftete Gedenktafel erinnert an die ersten MTB-Tests von Ulrich Stanciu im Rahmen der Erstausgabe des bike-Magazins.